# Jairo Mattos
Jairo Mattos (Alvorada, 1 de setembro de 1962) é um ator e diretor brasileiro.

## Biografia
Foi campeão de cartas na sua estreia na TV, na telenovela Barriga de Aluguel, em que deu vida a Tadeu Junqueira Lima.
Em 2018, está no elenco da novela Orgulho e Paixão, a nova das 18h da Globo, no teatro, estréia como ator peça em parceria com Paulo Gorgulho e dirige atualmente o espetáculo solo "Grana" todos trabalhos no RJ. 
No teatro, Jairo está constantemente em cartaz como ator ou como diretor.
Foi também diretor da novela Vidas Opostas, de Rede Record, sendo esta uma das novelas de maior audiência da emissora. Na mesma casa, interpretou Fernando Redenção na telenovela Bicho do Mato, de Bosco Brasil.
Em 2010, após algumas participações esporádicas em programas como Casos e Acasos. Em janeiro de 2010,o ator foi um dos destaques da telenovela Tempos Modernos, de Bosco Brasil, exibida pela Rede Globo, vivendo o bondoso Gaulês, onde contracenava com grandes nomes da  teledramaturgia, como Antônio Fagundes, Leonardo Medeiros.

## Filmografia

### Na televisão
| Ano  | Título               | Personagem                |
| ---- | -------------------- | ------------------------- |
| 1990 | Boca do Lixo         | Recepcionista do hotel    |
| 1990 | Barriga de Aluguel   | Tadeu Junqueira Lima      |
| 1991 | O Dono do Mundo      | Fernando                  |
| 1992 | Felicidade           | Dr. Ricardo               |
| 1992 | Deus Nos Acuda       | Ivan                      |
| 1992 | Você Decide          |                           |
| 1996 | O Rei do Gado        | Dr. Fausto Tavares        |
| 1998 | Por Amor             | Marcão                    |
| 1998 | Alma de Pedra        | Marcelo                   |
| 2003 | Celebridade          | Delegado Lourival         |
| 2005 | Bang Bang            | Dong Dong                 |
| 2006 | Bicho do Mato        | Fernando Redenção         |
| 2006 | Vidas Opostas        | Direção                   |
| 2008 | Beleza Pura          | Ivar Jensen               |
| 2008 | Casos e Acasos       | Lucas                     |
| 2010 | Tempos Modernos      | Gaulês                    |
| 2011 | O Astro              | Jorge                     |
| 2012 | Avenida Brasil       | Xandão                    |
| 2016 | Liberdade, Liberdade | Caldeira de Souza Prestes |
| 2018 | Orgulho e Paixão     | Gaetano Pricelli          |
| 2021 | Gênesis              | Morabi                    |

### No cinema
| Ano  | Título                           | Personagem        |
| ---- | -------------------------------- | ----------------- |
| 1999 | Deus Jr.                         | [ 2 ]             |
| 1999 | O Viajante                       | Rafael            |
| 2000 | Bicho de Sete Cabeças            | Enfermeiro Ivan   |
| 2000 | Mário                            | Mário             |
| 2001 | Tainá - Uma Aventura na Amazônia | Rudi              |
| 2002 | Cama de Gato                     |                   |
| 2007 | Meteoro                          | Müller            |
| 2008 | Dá um tempo!                     | Diretor da escola |
| 2010 | Eu Odeio o Orkut                 | Dr. Nika Voltz    |
| 2016 | O Escaravelho do Diabo           | Marmaduke         |
| 2021 | O cara que não aglomerava        | Ele mesmo         |
| 2022 | Primavera                        | Vasco             |

## No teatro
Como diretor
- Amanhã É Natal[6]
- Sexo dos Anjos (2022) [7]